# 科列涅沃區
51°24′29″N 34°53′53″E / 51.40806°N 34.89806°E
科列涅沃區（羅馬化：Korenevskiy rayon）是俄羅斯西部庫爾斯克州的一個區，面積873平方公里，2010年人口18,294人，人口密度每平方公里20.96人。該區行政中心为科列涅沃。
2024年8月库尔斯克州袭击期间，乌克兰军队攻入此地。